# Antero Lehtonen
Antero Lehtonen (* 12. dubna 1954 v Tampere) je bývalý finský hokejový útočník.

## Hráčská kariéra
Svou hokejovou kariéru začal společně s bratrem Erkkinem v rodném městě v týmu Tappara, nejprve v lize SM-sarja, kde strávil až do jeho setrvání v roce 1975. S týmem v lize SM-Sarja vybojoval v posledním ročníku titul a předposledním ročníku se dostal do finále playoff. Po novém nástupci nejvyšší ligy (SM-liiga) hrával s týmem Tappara až do sezóny 1975/76 než odešel do týmu, který jej porazil ve finále playoff v sezóně 1975/76 Turun Palloseura. V TPS odehrál dvě sezóny v nichž si opět zahrál v playoff a v prvním ročníku opět prohrál ve finále playoff s mateřským týmem Tappara. Po dvou odehraných sezónách v TPS Turku se vrátil zpět do mateřského týmu se kterým vyhrál druhý titul mistra Finské nejvyšší ligy. 16. září 1979 podepsal smlouvu jako volný hráč s týmem Washington Capitals v National Hockey League. V sezóně 1979/80 za Capitals odehrál 65 zápasů v nichž vstřelil devět gólů a dvanáct asistencí. Na farmě Capitals v Hershey Bears (AHL) odehrál čtyři zápasy kde vstřelil tři góly.
Po roce působení v Severní Americe se vrátil zpátky do rodného města klubu Tappara, se který v sezóně 1980/1981 opět došel do finále playoff. Do následujících třech sezón se vrátil do týmu TPS Turku, kdy v sezóně 1981/82 si zahrál již páté finále playoff. Po sezóně se připojil k týmu JYP Jyväskylä který hrával v nižší Finské lize I-Divisioona. S týmem pomohl k postupu do nejvyšší ligy SM-liiga. S týmem odehrál poslední dvě sezóny, kdy ve věku 33 let oznámil konec hráčské kariéry.

## Trenérská kariéra
Po ukončení hráčské kariéry se stal hlavním trenérem týmu JYP Jyväskylä, kde strávil jen jednu sezónu a s týmem obsadil 9 místo.

## Ocenění a úspěchy
- 1978 SM-l - Nejlepší střelec v přesilových hrách
- 1979 SM-l - All-Star Team

## Prvenství
- Debut v NHL - 20. října 1979 (Pittsburgh Penguins proti Washington Capitals)
- První gól v NHL - 24. října 1979 (Los Angeles Kings proti Washington Capitals, kanadskému brankáři Mario Lessard)
- První asistence v NHL - 27. října 1979 (Vancouver Canucks proti Washington Capitals)

## Klubová statistika
| Sezóna        | Klub                | Soutěž        |     | Základní část | Základní část | Základní část | Základní část | Základní část |    | Play off | Play off | Play off | Play off | Play off |
| Sezóna        | Klub                | Soutěž        | Z   | G             | A             | B             | TM            | Z             | G  | A        | B        | TM       |          |          |
| 1971/1972     | Tappara             | SM-s 20 A     | 14  | 21            | 15            | 36            | 18            | —             | —  | —        | —        | —        |          |          |
| 1971/1972     | Tappara             | SM-s          | 1   | 0             | 0             | 0             | 2             | —             | —  | —        | —        | —        |          |          |
| 1972/1973     | Tappara             | SM-s 20 A     | 6   |               |               |               |               | —             | —  | —        | —        | —        |          |          |
| 1972/1973     | Tappara             | SM-s          | 36  | 20            | 5             | 25            | 23            | —             | —  | —        | —        | —        |          |          |
| 1973/1974     | Tappara             | SM-s          | 36  | 9             | 7             | 16            | 10            | —             | —  | —        | —        | —        |          |          |
| 1974/1975     | Tappara             | SM-s          | 36  | 26            | 7             | 33            | 26            | —             | —  | —        | —        | —        |          |          |
| 1975/1976     | Tappara             | SM-l          | 36  | 19            | 11            | 30            | 21            | 4             | 0  | 2        | 2        | 8        |          |          |
| 1976/1977     | Turun Palloseura    | SM-l          | 36  | 26            | 12            | 38            | 12            | 8             | 4  | 1        | 5        | 4        |          |          |
| 1977/1978     | Turun Palloseura    | SM-l          | 35  | 23            | 13            | 36            | 38            | 8             | 3  | 5        | 8        | 4        |          |          |
| 1978/1979     | Tappara             | SM-l          | 36  | 35            | 19            | 54            | 43            | 10            | 8  | 5        | 13       | 6        |          |          |
| 1979/1980     | Washington Capitals | NHL           | 65  | 9             | 12            | 21            | 14            | —             | —  | —        | —        | —        |          |          |
| 1979/1980     | Hershey Bears       | AHL           | 4   | 3             | 0             | 3             | 2             | —             | —  | —        | —        | —        |          |          |
| 1980/1981     | Tappara             | SM-l          | 27  | 13            | 7             | 20            | 24            | 8             | 7  | 3        | 10       | 6        |          |          |
| 1981/1982     | Turun Palloseura    | SM-l          | 36  | 14            | 8             | 22            | 35            | 7             | 2  | 1        | 3        | 6        |          |          |
| 1982/1983     | Turun Palloseura    | SM-l          | 36  | 11            | 10            | 21            | 16            | 3             | 4  | 0        | 4        | 0        |          |          |
| 1983/1984     | Turun Palloseura    | SM-l          | 30  | 8             | 13            | 21            | 14            | 9             | 1  | 1        | 2        | 4        |          |          |
| 1984/1985     | JYP Jyväskylä       | I-Div.        | 35  | 35            | 25            | 60            | 16            | —             | —  | —        | —        | —        |          |          |
| 1985/1986     | JYP Jyväskylä       | SM-l          | 36  | 23            | 12            | 35            | 16            | —             | —  | —        | —        | —        |          |          |
| 1986/1987     | JYP Jyväskylä       | SM-l          | 39  | 10            | 8             | 18            | 20            | —             | —  | —        | —        | —        |          |          |
| Celkem v SM-l | Celkem v SM-l       | Celkem v SM-l | 347 | 182           | 113           | 295           | 239           | 57            | 29 | 18       | 47       | 38       |          |          |

## Reprezentace
| Rok         | Tým         | Soutěž      | Z  | G | A | B  | TM |
| ----------- | ----------- | ----------- | -- | - | - | -- | -- |
| 1973        | Finsko 19   | MEJ-19      | 5  | 1 | 0 | 1  | 12 |
| 1974        | Finsko 20   | MSJ         | 5  | 1 | 2 | 3  | 6  |
| 1977        | Finsko      | MS          | 9  | 1 | 1 | 2  | 6  |
| 1979        | Finsko      | MS          | 8  | 3 | 3 | 6  | 0  |
| 1981        | Finsko      | MS          | 8  | 0 | 3 | 3  | 0  |
| Celkem v MS | Celkem v MS | Celkem v MS | 25 | 4 | 7 | 11 | 6  |